# Списак премијера Украјине
Премијер Украјине (укр. Прем'єр-міністр України) је шеф владе Украјине. Премијер Украјине председава Владом Украјине. Актуелни премијер Украјине од 4. марта 2020. године је Денис Шмигаљ.

## Списак премијера Украјине
- Виталд Фокин (18. април 1991 — 2. октобар 1992)
- Валентин Симоненко (в.д, 2. октобар 1992 — 13. октобар 1992)
- Леонид Кучма (13. октобар 1992 — 22. септембар 1993)
- Јухим Звјахилски (в.д, 22. септембар 1993 — 16. јун 1994)
- Виталиј Масол (16. јун 1994 — 1. март 1995)
- Јевген Марчук (1. март 1995 — 28. мај 1996)
- Павло Лазаренко (28. мај 1996 — 2. јул 1997)
- Васил Дурдинец (в.д, 2. јул 1997 — 30. јул 1997)
- Валериј Пустовојтенко (30. јул 1997 — 22. децембар 1999)
- Виктор Јушченко (22. децембар 1999 — 29. мај 2001)
- Анатолиј Кинах (29. мај 2001 — 21. новембар 2002)
- Виктор Јанукович (21. новембар 2002 — 5. јануар 2005)
- Микола Азаров (в.д, 5. јануар 2005 — 24. јануар 2005)
- Јулија Тимошенко (24. јануар 2005 — 8. септембар 2005)
- Јуриј Јехануров (8. септембар 2005 — 4. август 2006)
- Виктор Јанукович (4. август 2006 — 18. децембар 2007)
- Јулија Тимошенко (18. децембар 2007 — 4. март 2010)
- Олександар Турчинов (в.д, 4. март 2010 — 11. март 2010)
- Микола Азаров (11. март 2010 — 28. јануар 2014)
- Сергиј Арбузов (в.д, 28. јануар 2014 — 22. фебруар 2014)
- Олександар Турчинов (в.д, 22 фебруар 2014 — 27. фебруар 2014)
- Арсениј Јацењук (27. фебруар 2014 — 14. април 2016)
- Володимир Гројсман (14. април 2016 —29. август 2019)
- Олексиј Гончарук (29. август 2019 — 4. март 2020)
- Денис Шмигаљ (4. март 2020 — данас)